# The Jamie Neverts Story
The Jamie Neverts Story je páté sólové studiové album amerického kytaristy a zpěváka Richarda Lloyda. Vydala jej v září roku 2009 společnost Parasol Records. Producentem alba byl Lloyd. Vedle hlavního protagonisty na albu hráli baskytarista Keith Hartel a bubeník Chris Purdy. V písni „Little Miss Lover“ hrál na bicí Billy Ficca, Lloydův spolupracovník ze skupiny Television. Album obsahuje celkem deset písní, přičemž všechny jsou coververzemi od amerického kytaristy Jimiho Hendrixe.

## Seznam skladeb
Autorem všech písni je Jimi Hendrix.
| Pořadí | Název                | Délka |
| ------ | -------------------- | ----- |
| 1.     | Purple Haze          | 3:46  |
| 2.     | Ain't No Telling     | 1:56  |
| 3.     | Spanish Castle Magic | 3:32  |
| 4.     | I Don't Live Today   | 4:13  |
| 5.     | May This Be Love     | 4:25  |
| 6.     | Little Miss Lover    | 2:44  |
| 7.     | Wait Until Tomorrow  | 3:33  |
| 8.     | Castles Made of Sand | 4:45  |
| 9.     | Bold as Love         | 3:23  |
| 10.    | Are You Experienced  | 5:57  |

## Obsazení
- Richard Lloyd – zpěv, kytara
- Keith Hartel – baskytara
- Chris Purdy – bicí (kromě „Little Miss Lover“)
- Billy Ficca – bicí (pouze „Little Miss Lover“)